# Ово срце је компликовано
Ово срце је компликовано, је индијски филм (мјузикл-романтична драма) из 2016. године. Каран Јохар је режисер, продуцент и писац овог филма. Главну улогу играју Ранбир Капур, Ањушка Шарма, Ажварја Раи Бачаван са гостујућим глумцима Лисом Хајдон и Шан Рук Кан.

## Радња филма
Филм започиње интервјуом Аиана Сангера, певача који је тек стекао славу својим нефилмским песмама. Он прича о свом искуству у љубави, у флешбеку. Неколико година пре, у дискотеци у Лондону, започиње случајни сусрет између Аиана, сина милионера, почетника у љубавним везама и Ализех Кхан, која мало више зна о овој теми. Упознавање прераста у пријатељство. Касније, када открију да их партнери варају, раскидају са љубавницима: Аиан са Лисом Д'Соуза и Ализех са "Dr." Faisal Khan. Њих двоје одлазе у Париз да проведу недељу дана заједно. Аиан се заљубљује у Ализех, али јој не говори док га она сматра само „пријатељем“. Једног дана, Ализех налети на ДЈ-а Али, свог бившег дечка / љубавника, који жели да се помири. Делимично збуњена, али и даље заљубљена у њега, Ализех одлучује да пође са ДЈ Алијем и тако ненамерно престаје да се дружи са Аиан након чега прекидају комуникацију.
Након дуже раздвојености, Аиан добија позив за венчање његове пријатељице и девојке коју воли и због које пати. Видно разочаран пристаје да се појави на венчању. На венчању каже Ализех да је воли, али она одбацује његова осец́ања због чега  Аиан напушта церемонију сломљеног срца. Судбина ће га наредних месеци одвести ка жени коју не воли али, која ће му послужити као карта за изазивање љубоморе код Ализех.
Аиан наставља да гаји љубав према Ализех и постаје познати певач. Једног дана схвата да су се Али и Ализех разишли. Аиан одлази на омиљено место Ализех и тамо чека док она не стигне. Ализех каже Аиан да јој је дијагностикован рак ИВ стадијума и да нец́е живети још дуго. Аиан и Ализех покушавају да искористе своје дружење на најбољи могуц́и начин. Аиан покушава да натера Ализех да га воли, али без успеха. То доводи до борбе између њих двоје и Ализех одлучује да напусти Аиан. На крају, Аиан се помири с чињеницом да он и Ализех могу бити само пријатељи и ништа више. Ализех ускоро умире. Екран се замрачи, Аиан се врац́а  у садашњост и сада као већ популарни певач, даје интервју заснован на љубавној причи. Аиан пева песму „Channa Mereya“, која је инспирисана његовом једностраном љубавном причом, и завршава интервју.

### Снимање
Прве фотографије са снимања настале су у септембру 2015. године са Капор-ом и Шармом у Лондону. Крајем септембра, тим је снимио неке делове у Паризу. У октобру су почели да снимају на разним локацијама у Аустрији, укључујуц́и и град Беч. Аисхвариа Раи Бачачан придружила се екипи у Бечу средином октобра након објављивања њеног филма Јазба.  У марту 2016. године Капор, Шарма и Кхан виђени су на снимању у Мандаваи, Раџастан.  У јулу 2016. године, снимање је завршено  у Мумбаију.